# Platyeurymela semifascia
Platyeurymela semifascia är en insektsart som beskrevs av Walker 1851. Platyeurymela semifascia ingår i släktet Platyeurymela och familjen dvärgstritar. Inga underarter finns listade i Catalogue of Life.